# Minao Shibata
Minao Shibata (Japans: 柴田 南雄 Shibata Minao) (Tokio, 29 september 1916 – aldaar, 2 februari 1996) was een Japans componist, muziekpedagoog, cellist en botanicus.

## Levensloop
Shibata studeerde aan de Keizerlijke universiteit van Tokio (東京帝国大学, Tōkyō teikoku daigaku), nu: Universiteit van Tokio filosofie (esthetica) en aan de faculteit voor plantkunde (biologie) en behaalde aldaar zijn diploma. Verder studeerde hij privé muziek piano (vanaf 1932), cello (vanaf 1933), muziektheorie en contrapunt (vanaf 1937). Van 1939 tot 1941 was hij als cellist verbonden aan het Tokio Strijkorkest (東京弦楽団, Tōkyō Gengakudan). Van 1941-1943 studeerde hij privé compositie bij Saburō Moroi.
In 1946 richtte hij samen met zijn studiecollega Yoshirō Irino (1921–1980) de aan eigentijdse Europese muziek georiënteerde componistengroep Shinseikai (Groep van nieuwe stemmen) op.
Hij was achtereenvolgens docent aan de Toho Gakuen School of Music in Chofu (1948-1955), aan de Ochanimizu vrouwenuniversiteit (お茶の水女子大学 Ochanomizu Joshi Daigaku) in Tokio (1952-1959), de Tokyo National University of Fine Arts and Music (東京藝術大学 Tōkyō Gei-jutsu Daigaku) in Tokio (1959-1969), aan het Naomi Music College (1981-1983) en aan de University of the Air nu: The Open University of Japan (1984-1993).
Daarnaast leefde hij als freelance componist. Hij schreef naast orkestwerken en vocale muziek ook stukken voor elektronische instrumenten. 

## Composities

### Werken voor orkest
- 1945 Suite, voor orkest
- 1946 Ouverture, voor orkest
- 1953 Variaties, voor strijkorkest
- 1956 Muziek, voor kamerorkest, op. 19
- 1960 Sinfonia, voor orkest, op. 25
- 1973 Consort of Orchestra, voor orkest, op. 40
- 1974-1975 "Flow of river Yuku have constantly" - Symfonie
  1. Adagio
  2. Allegro
  3. Sukerutsuo and trio (Allegretto-Grotesko)
  4. Adagio cantabile
  5. Adagio - Allegro - Senza Tempo
  6. the river to Yuku (infinite canon)
  7. Lover's tiff of Account of My Hut
  8. Finale
- 1977 Yugaku, voor orkest, op. 54
- 1979 Diafonia, voor orkest, op. 62
- 1983 For the future of humanity and U235, voor orkest, op. 79
- 1984 Metafonia, voor orkest, op. 81
- 1987 Etude, voor Gamelanorkest, op. 92
- 1989 Antifonia, voor orkest, op. 100

### Werken voor harmonieorkest
- 1970 Ceremonial Music for Perfect Liberty 32nd Anniversary, voor harmonieorkest en bandrecorder

### Muziektheater

#### Opera's
| Voltooid in   | titel                                                                          | aktes       | première                             | libretto                                                                       |
| ------------- | ------------------------------------------------------------------------------ | ----------- | ------------------------------------ | ------------------------------------------------------------------------------ |
| 1981          | 山のちから (The Power of mountain) op. 72                                      | 3 bedrijven | 28 december 1981, Nippon Hoso Kyokai | Takehiko Fukunaga                                                              |
| 1984 rev.1986 | オルフェオの勝利 (El divino Orfeo), op. 85                                     |             | 10 oktober 1984, Tokio               | Pedro Calderón de la Barca "El Divino Orfeo" Japanse vertaling: Sumiko Shibata |
| 1990          | 忘れられた少年－天正遣欧少年使節－ Wasurerata shônen (Forgotten Boys), op. 103 | 2 bedrijven | 1990, Nagasaki                       | Edward Ishida                                                                  |

#### Toneelmuziek
- 1959 Nannimomani Hansu (Hans im Glück), voor spreker, bariton, mannenkoor en kamerorkest, op. 22 - tekst: Shōji Miyazawa, naar de Gebroeders Grimm
- 1961 The way to Rome, muzikaal verhaal voor spreker, sopraan, gemengd koor, luit, kyōgen (acteurs van het traditionele Japanse theater) en instrumentaal ensemble, op. 27 - tekst: Akira Nogami
- 1986 A Travers les villes en flammes, voor spreker, tenor (5 stemmen), piano, synthesizer en slagwerk, op. 87 - tekst: Paul Claudel
- 1994 Joseph's Dream, voor spreker, 1 zangstem (bariton of contratenor), blockfluit en contrabas - tekst: Sumiko Shibata naar het boek Jakob

### Vocale muziek

#### Cantates
- 1944 Nankai march vehicle, cantate voor bariton, gemengd koor en orkest - tekst: Atsuo Ohki

#### Werken voor koor
- 1951 Magnificat and Nunc Dimittis, voor gemengd koor en orgel, op. 16a
- 1973 Oiwakebushi-kō, voor gemengd koor en shakuhachi, op. 41

#### Liederen
- 1958 3 Gedichten naar Katsue Kitazono, voor sopraan en orkest, op. 21
- 1963 Poem Recited in the Night, voor sopraan en kamerensemble, op. 28
- 1978 Phaedrus, voor mannenstem en blokfluit, op. 58
- 1981 The Story of MIMINASHI-HŌICHI, voor mannenstem, koto, gitaar en piano, op. 66

### Kamermuziek
- 1943 Strijkkwartet nr. 1, op. 3
- 1947 Strijkkwartet nr. 2, op. 5
- 1947 Suite, voor viool en piano, op. 10
- 1965 Essay, voor kopersextet, op. 29

### Werken voor orgel
- 1977 Vinaya, op. 55
- 1983 Diferencias, voor stem en orgel, op. 76

### Werken voor piano
- 1943 Variaties, op. 1
- 1943 Sonate, op. 2
- 1957 Improvisatie I, op. 20
- 1968 Improvisatie II, op. 31
- 1969 3 Canons, op. 33
- 1981 Generatie, voor 2 piano's, op. 68

### Werken voor gitaar
- 1977 Candelabra, op. 56

### Werken voor slagwerk
- 1955 Musique Concrète - for the three-dimensional broadcasting, voor groot slagwerkensemble, op. 18
- 1969 Imagery, voor marimba, op. 34
- 1980 I treat, voor slagwerkensemble, op. 63

### Elektroakoestische werken
- 1968 Improvisatie, voor elektronische instrumenten, op. 32

### Werken voor traditionele Japanse instrumenten
- 1975 rev.1981 METAPHOR, dwarsfluit, shakuhachi, shamisen, Erhu, Futozao shamisen, biwa, 13-snaren koto, 17-snaren koto, 20-snaren koto en dwarsfluit, shakuhachi, shamisen, pipa, 13-snaren koto, 17-snaren koto, slagwerkgroep
- 1984 Sumposion, voor 17-snaren koto en slagwerk, op. 82